# Olhuvelifushi
Olhuvelifushi is een van de bewoonde eilanden van het Lhaviyani-atol behorende tot de Maldiven.

## Demografie
Olhuvelifushi telt (stand september 2007) 281 vrouwen en 284 mannen.